# تشارلز إدوارد سانت جون
تشارلز إدوارد سانت جون (بالإنجليزية: Charles Edward St. John)‏ هو عالم فلك أمريكي، ولد في 15 مارس 1857، وتوفي في 26 أبريل 1935.